# الصافية (حزم العدين)
- يوجد فيها 5 قبائل [المعبأ][الفراصي][الجعمي][الوهيبي][الاشراف][السادة]

تعديل مصدري - تعديل

الصافية هي إحدى قرى عزلة بني على بمديرية حزم العدين التابعة لمحافظة إب، بلغ تعداد سكانها 127 نسمة حسب تعداد اليمن لعام 2004.